# Лемез-Тамак
Лемез-Тамак (баш. Ләмәҙтамаҡ — устье Лемазы) — деревня в Мечетлинском районе Республики Башкортостан Российской Федерации. Административный центр Лемез-Тамакского сельсовета.
С 1930 по 15 августа 1933 в деревне размещался административный центр Дуван-Мечетлинского района.

## География
Расположена на точке впадения реки Лемазы в Ай.

## Географическое положение
Расстояние до:
- районного центра (Большеустьикинское): 15 км,
- ближайшей ж/д станции (Сулея): 111 км.

## Топоним
Название по географической реалии: по впадению Лемазы в р. Ай.
Известна также как Лемезтамакова, Лемезтамаково.

## История
Основано башкирами рода Кошсы племени Айле предположительно в середине XVIII века. По рассказам потомков муллы Хажимухамета мечеть была перевезена в 1740 году. После подавления башкирского восстания 1735—1740 гг. деревни сжигали, а жителей прогоняли в другие места. Так, по преданиям жители деревни Ярастау (с 1802 года Ярославка) были вынуждены переселиться на новое место. Первоначально деревню основали в 3 км выше по течению реки Лемазы. В настоящее время это левая сторона моста через р. Лемазы автодороги Кропачёво — Ачит до поворота на д. Октябрьск. По преданиям в деревню также переселились выходцы д. Мелекас, что подтверждается наличием в обеих деревнях одинаковых родовых подразделений: Метей и Тугыз. Кроме них, живут представители подрода Акай.
Дата первой официальной фиксации — 1795 (пятая ревизская сказка). По документам архивного фонда Оренбургского магометанского духовного собрания — 1779. В 1865 году зафиксировано как Услючиз (видимо Усть—Лемез). Местный краевед Марат Гафаров, опираясь на дневные записи Ивана Лепёхина и списков населения по ревизским сказкам, полагает, что деревня, возможно, первоначально называлась Магазово, по имени мужчины Магаза.
Деревня Лемез-Тамак считалась большой по численности населения. Царское правительство разрешало строить одну мечеть на каждые 100 дворов. Поэтому до революции в ней было 2 мечети. В начале 20 века при мечети действовало медресе и двухступенчатый мектеб при медресе.
Согласно данным подворных карточек Всероссийской сельскохозяйственной переписи 1917 года в д. Лемезтамакова Большекущинской волости Златоустовского уезда имелось 195 домохозяев, в том числе 59 безлошадных. Из 195 домохозяев 189 — башкиры, 6 — русские.
В 1924 образован Лемез-Тамакский сельсовет.
В 1924 создано товарищество по совместной обработке земли (ТОЗ).
В 1925 мектеб преобразован в школу крестьянской молодёжи (ШКМ).
В 1930 создано Лемез-Тамакское сельское потребительское общество (сельпо).
Постановлением Всероссийского ЦИК «Об изменениях в административно-территориальном делении Башкирской АССР» от 20 февраля 1932 года было утверждено решение ЦИК Башкирской АССР 23 декабря 1931 года, вынесенное на основании постановления Президиума ВЦИК 20 августа 1930 года, согласно которым селение Лемез-Тамак стало административным центром Дуван-Мечетлинского района (История административно-территориального деления Республики Башкортостан (1708—2001) — Уфа, Китап, 2003. — 536 с. Страница 109). Районным центром селение было в 1930—1933 годах.
В 1930-е жители деревни создали коллективное хозяйство (колхоз). Позднее дали ему имя революционера Багау Нуриманова.
В 1932 раскулачены жители деревни Дельмухаметов Казый 1872 г.р. и Дельмухаметова Янифа.
В 1933 открылась Лемез-Тамакская изба-читальня. На её базе действовал пункт ликвидации неграмотности взрослого населения (ликпункт).
В 1935 открылась Лемез-Тамакская неполная средняя школа (впоследствии первая в Мечетлинском районе школа-десятилетка). В этой школе до 1960-х годов обучались дети из почти 30 населённых пунктов района.
В 1940 в деревне действовал роддом (на 3 койки) и фельдшерский пункт.
В годы Великой Отечественной войны в деревне разместились эвакуированные из Белоруссии, которая находилась в зоне немецкой оккупации.
В 1948 на средства колхоза имени Нуриманова на реке Лемазы были построены пруд и гидроэлектростанция малой мощности, около пруда разбит фруктовый сад.
В 1951 году колхоз имени Нуриманова был укрупнён за счёт включения в него домохозяйств трёх близлежащих деревень: Кутушево, Сабанаково и Сулейманово.
В 1962 деревню посетила этнографическая экспедиция Института истории, языка и литературы, изучавшая народную архитектуру, быт и ремёсла жителей северо-востока республики.
В 1966 деревня подключена к государственным электросетям.
В 1967 построено кирпичное здание Лемез-Тамакского сельского дома культуры. После монтажа стационарной киноустановки начались регулярные показы широкоэкранных фильмов. Здесь же разместилась Лемез-Тамакская сельская библиотека.
В 1980-е началась телефонизация деревни.
В 1977 деревню посетила этнографическая экспедиция Института истории, языка и литературы (рук. С.Н.С. Н. Шитова), в ходе которой были собраны предметы деревенского интерьера, домашней утвари, национальной одежды, сфотографированы архитектурные элементы (резные наличники и фронтоны) домов.
В 1980-е построены водонапорная башня и уличный водопровод с водоразборными колонками.
В начале 1980-х построена объездная асфальтированная трасса автодороги Кропачёво — Ачит. До этого непосредственно через деревню проходила грунтовая автодорога Месягутово — Красноуфимск.
В 1999 деревню вновь посетила этнографическая экспедиция.

### Административно — территориальная подчинённость
| 1796 | Кущинская волость                           | Троицкий уезд            | Оренбургская губерния   |
| 1798 | Большекущинская волость 8 башкирский кантон | Уфимский уезд            | Оренбургская губерния   |
| 1816 | 8 башкирский кантон                         | Уфимский уезд            | Оренбургская губерния   |
| 1859 | 15 юрт 8 башкирский кантон                  | Уфимский уезд            | Оренбургская губерния   |
| 1873 | в Большекущинская волость                   | Златоустовский уезд      | Уфимская губерния       |
| 1917 | в Большекущинская волость                   | Златоустовский уезд      | Уфимская губерния       |
| 1919 |                                             | Дуван-Кущинский кантон   | Башреспублика           |
| 1922 | Дуван-Мечетлинская волость                  | Месягутовский кантон     | Башреспублика           |
| 1930 | Лемез-Тамакский сельский совет              | Дуван-Мечетлинский район | БАССР                   |
| 1932 | Лемез-Тамакский сельский совет              | Мечетлинский район       | БАССР                   |
| 1992 | Лемез-Тамакский сельский совет              | Мечетлинский район       | Республика Башкортостан |

## Население
| 1795 | 1816 | 1834 | 1850 | 1859 | 1865 | 1897 |
| ---- | ---- | ---- | ---- | ---- | ---- | ---- |
| 194  | ↘187 | ↗226 | ↗293 | ↗336 | ↗373 | ↗676 |
| 1920 | 1939 | 1959 | 1970 | 1979 | 1989 | 2002 |
| ↗867 | ↘767 | ↘716 | ↗759 | ↘610 | ↘519 | ↗522 |
| 2009 | 2010 |      |      |      |      |      |
| ↗531 | ↘483 |      |      |      |      |      |

| Годы Ревизий | 1795 | 1816 | 1834 | 1850 | 1859 | 1865 |
| ------------ | ---- | ---- | ---- | ---- | ---- | ---- |
| Всего        | 194  | 187  | 226  | 293  | 336  | 373  |
| Мужчин       | 101  |      |      |      |      |      |
| Женщин       | 93   |      |      |      |      |      |

| Годы переписей | 1897 | 1920 | 1939 | 1959 | 1970 | 1979 | 1989 | 2002 | 2010 |
| -------------- | ---- | ---- | ---- | ---- | ---- | ---- | ---- | ---- | ---- |
| Всего          | 676  | 867  | 767  | 716  | 759  | 610  | 519  | 522  | 483  |
| Мужчин         |      | 407  | 335  | 313  | 356  | 277  | 246  | 254  | 248  |
| Женщин         |      | 460  | 432  | 403  | 403  | 333  | 273  | 268  | 235  |

## Инфраструктура
В 2000 началась газификация жилых домов после подведения в деревню магистрального газа.
В разное время в д. Лемез-Тамак размещались: правление Лемез-Тамакского сельсовета, правление колхоза имени Нуриманова, автогараж районной пожарной инспекции, узел связи, почтовое отделение, комбинат бытового обслуживания населения, 3 кооперативных магазина (продовольственный, промтоварный, хозяйственный), фельдшерский пункт, детский сад.

## Транспорт
До появления прямого междугороднего автобусного сообщения в деревню Лемез-Тамак можно было добраться: из Уфы — на поезде до железнодорожной станции Сулея, далее пересадка на автобус, до с.Большеустьикинское; из Екатеринбурга — до железнодорожной станции Красноуфимск, далее — на автобусе до с. Большеустьикинское.

## Религия
В деревне есть мечеть.

## Известные уроженцы
- Зарипов, Айрат Янсурович (род. 12 октября 1962) — социолог, философ, доктор философских наук, профессор[10].
- Гатауллин, Рустам Шакирьянович, творческий псевдоним Рустам Нурыев (2 августа 1963) — экономист, государственный служащий, общественный деятель, краевед. Заслуженный экономист Республики Башкортостан (2003), Отличник статистики (2010). Советник 1-го класса государственной гражданской службы Российской Федерации (2005).
- Каев Фарит Галиханович[11] (род. 1955), заслуженный врач РБ (1992), директор санатория «Карагай» (2012—2019), почётный гражданин Мечетлинского района (2017).

## Интересные факты
- Во время чемпионата мира по футболу 2018 года сельские предприниматели Лена и Айрат Мухарямовы починили автобус, бесплатно накормили пельменями и пловом 12 мексиканских болельщиков, следовавших из Екатеринбурга в Самару[12].
- В здании, которое ранее занимала школа, а позднее фельдшерский пункт, ныне размещается мечеть.
- Кирпичное здание Лемез-Тамакского сельского дома культуры построено на месте разобранной мечети.
- Правление колхоза имени Нуриманова размещалось в деревянном здании, построенном из брёвен разобранной мечети.
- Деревенское кладбище располагается между д. Кутушево и д. Лемезтамаково.
- Около сельского дома культуры установлен обелиск погибшим на фронтах Великой Отечественной войны.